# Steve Bartlett

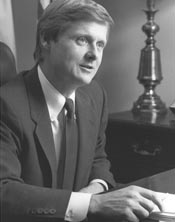
Steve Bartlett

Harry Stephen „Steve“ Bartlett (* 19. September 1947 in Los Angeles, Kalifornien) ist ein US-amerikanischer Politiker und Geschäftsmann.
Bartlett studierte an der University of Texas in Austin und erhielt dort 1971 seinen Bachelor of Arts (B.A.). Danach war er als Geschäftsmann tätig und gehörte von 1977 bis 1981 dem Stadtrat (city council) von Dallas an. Bartlett wurde als Republikaner in den Kongress gewählt und vertrat dort vom 3. Januar 1983 bis zu seinem Rücktritt am 11. März 1991 den Bundesstaat Texas im US-Repräsentantenhaus. Von 1991 bis 1995 hatte er als Nachfolger von Annette Strauss das Amt des Bürgermeisters von Dallas inne. Seit Juni 1999 fungiert er als Präsident und CEO des Financial Services Roundtable.
Bartlett ist verheiratet und hat drei Kinder.